# NGC 700
NGC 700 је лентикуларна галаксија у сазвежђу Андромеда која се налази на NGC листи објеката дубоког неба.
Деклинација објекта је + 36° 2' 12" а ректасцензија 1h 52m 16,8s. Привидна величина (магнитуда) објекта NGC 700 износи 14,6 а фотографска магнитуда 15,6. NGC 700 је још познат и под ознакама CGCG 522-30, PGC 6928.